# Jaques Morelenbaum
Jaques Morelenbaum (Rio de Janeiro, 18 de maio de 1954) é um violoncelista, arranjador, maestro, produtor musical e compositor brasileiro.
Filho do maestro Henrique Morelenbaum e da professora de piano Sarah Morelenbaum, é irmão de Lucia Morelenbaum, clarinetista da Orquestra Sinfônica Brasileira, e de Eduardo Morelenbaum, maestro, arranjador e instrumentista. É casado com a cantora Paula Morelenbaum.
Iniciou a carreira musical como integrante do grupo A Barca do Sol, participou também da Nova Banda em dez anos de parceria com Antônio Carlos Jobim, atuando em espetáculos e gravações que os levaram a vencedores do Grammy com o CD Antônio Brasileiro. Destacado como violoncelista, estudou música no Brasil e mais tarde ingressou no New England Conservatory, onde frequentou as classes de Madeline Foley, que, por sua vez, foi discípula de Pablo Casals.
Em 1995 integrou o Quarteto Jobim Morelenbaum (juntamente com Paula Morelenbaum, Paulo Jobim e Daniel Jobim) com o qual excursionou várias vezes à Europa, incluindo apresentação na Expo'98, em Lisboa, além de constantes apresentações nos Estados Unidos e no Brasil e uma gravação do CD Quarteto Jobim Morelenbaum. Formou juntamente com Paula Morelenbaum e o renomado pianista e compositor japonês Ryuichi Sakamoto o grupo M2S, com o qual gravou vários projetos, incluindo os memoráveis Casa e A day in New York. Participou como convidado especial do álbum Suite Três Rios do pianista e compositor de jazz europeu Dan Costa. O quarteto esteve na programação de inauguração do Teatro Alfa.

## Orquestrações
Como arranjador, atuou ao lado de Tom Jobim (Passarim, O tempo e o vento, Tom Jobim: inédito, Tom canta Vinícius e Antônio Brasileiro'), Caetano Veloso (Circuladô, Circuladô vivo, Fina estampa, Fina estampa, ao vivo, O quatrilho, Tieta do agreste, Orfeu do Carnaval, Livro, Prenda minha, A Foreign Sound e Omaggio a Federico e Giulietta), Gal Costa (Mina d'água do meu canto), Paula Morelenbaum, Ivan Lins, Barão Vermelho e Skank, além do álbum Piazzollando (homenageando a obra de Astor Piazzolla), no qual atuou também como instrumentista, regente e produtor musical. O disco foi considerado pela crítica argentina como um dos 10 melhores de 1992.
Trabalhou com arranjos para o Acustivo Mtv da banda Engenheiros do Hawaii.
Morelenbaum  escreveu, ainda, arranjos para discos de Marisa Monte, Beto Guedes, Carlinhos Brown e para o disco acústico dos Titãs, que atingiu um total de um milhão e meio de cópias vendidas.
Atuou também como arranjador, em trabalhos de artistas internacionais, como o grupo Madredeus, a cantora portuguesa Dulce Pontes, o grupo japonês Gontiti o compositor angolano Paulo Flores, o compositor norte-americano David Byrne e a cabo-verdiana Cesária Évora.
Entre os seus trabalhos mais conhecidos está Transparente, em parceria com Mariza. Acaba de participar do novo álbum do renomado cantor e produtor italiano Adriano Celentano.
Em 2001 participou, como violoncelista, da gravação do DVD All this time, de Sting.
Em 2008 produziu e arranjou o Unplugged MTV da cantora mexicana Julieta Venegas, que recebeu 4 nominações ao Grammy Latino de 2008, notadamente na categoria "Disco do ano".
Em 2013 participou dos arranjos da música Morada, composição de Sandy Leah, Tati Bernardi e Lucas Lima, parte do CD SIM, segundo da carreira solo de Sandy Leah.

## Cinema
No cinema aparece numa participação ao lado de Caetano Veloso em Hable con ella, de Pedro Almodóvar. Compôs, em parceria com Antonio Pinto, a trilha sonora de Central do Brasil (filme que recebeu o Prêmio Sharp, na categoria Melhor Trilha Sonora para o cinema), Orfeu do Carnaval, Tieta do Agreste, O Quatrilho, dentre outros.
Além desses trabalhos, atuou como maestro convidado de orquestras sinfônicas da  Bahia (OSBA), do Rio de Janeiro (OPPM), de  São Paulo (Orquestra Sinfonia Cultura) e Brasília (Orquestra Sinfônica de Brasília).
Em 2002, lançou, com Paula Morelenbaum e Ryuichi Sakamoto, o CD Casa - gravado na casa de Tom Jobim, autor de todas as músicas contidas no disco.
Em 2003 participou de festivais de jazz em Montreux, Viena,  no Coliseu de Lisboa e do Coliseu do Porto, Roma e Milão, entre outros. Nos Estados Unidos, lançou o CD A day in New York.